# وانغ سونغ
وانغ سونغ (بالصينية: 汪嵩) (12 أكتوبر 1983 بغوييانغ في الصين - ) هو لاعب كرة قدم صيني في مركزي الوسط والهجوم. شارك مع منتخب الصين لكرة القدم. أما مع النوادي، فقد لعب مع جيجيانغ غرينتاون ونادي غوانغجو آر أند إف وSichuan First City F.C. ‏ وChengdu Tiancheng F.C. ‏.

## وصلات خارجية
- وانغ سونغ على موقع قاعدة بيانات كرة القدم.إي يو (الإنجليزية)
- وانغ سونغ على موقع ناشيونال فوتبول تيمز (الإنجليزية)
- وانغ سونغ على موقع Soccerway.com (الإنجليزية)